# Inyoka swazicus
Inyoka swazicus är en ormart som beskrevs av Schaefer 1970. Inyoka swazicus är ensam i släktet Inyoka som ingår i familjen Lamprophiidae. Inga underarter finns listade i Catalogue of Life.
Arten förekommer i Swaziland och i angränsande områden av Sydafrika. Den har även några små och avskilda populationer i andra delar av östra Sydafrika. Denna orm vistas i bergstrakter och på högplatå mellan 1400 och 1900 meter över havet. Den lever i klippiga savanner och andra gräsmarker. Individerna gömmer sig ofta under stenar eller i bergssprickor. Honor lägger ägg.
Vuxna exemplar är med en längd mindre än 75 cm små ormar. De har små däggdjur och ödlor som föda.
I begränsade områden kan gruvdrift föreställa ett hot. Hela populationen anses vara stabil. IUCN listar arten som livskraftig (LC).